# Castela erecta
Castela erecta är en bittervedsväxtart som beskrevs av Turp.. Castela erecta ingår i släktet Castela och familjen bittervedsväxter.

## Underarter
Arten delas in i följande underarter:
- C. e. erecta
- C. e. texana